# Distretto di Ascope
Il distretto di Ascope  è uno degli otto distretti della provincia di Ascope, in Perù. Si trova nella regione di La Libertad e si estende su una superficie di 298,8  chilometri quadrati.